# Sherlock Holmes: Gra cieni

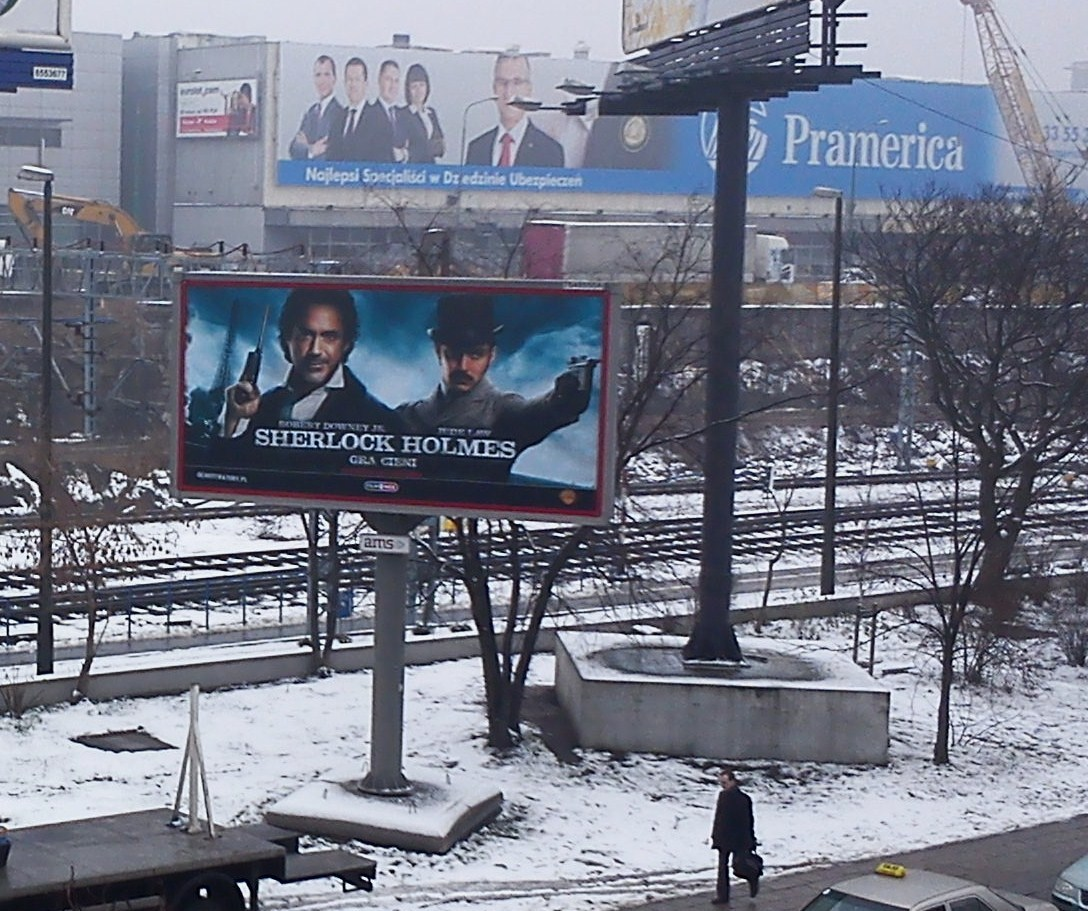
Ulica Dworcowa w Poznaniu w okresie przedpremierowym

Sherlock Holmes: Gra Cieni (ang. Sherlock Holmes: A Game of Shadows) – amerykański film akcji w reżyserii Guya Ritchie’ego. Premiera w USA odbyła się 15 grudnia 2011, zaś w Polsce 5 stycznia 2012. Gra cieni jest kontynuacją filmu Sherlock Holmes z 2009 roku.

## Fabuła
Akcja rozgrywa się rok po wydarzeniach z pierwszego filmu, w 1891 roku. Genialny detektyw Sherlock Holmes i jego oddany przyjaciel Dr John Watson ponownie łączą swoje siły, by pokonać największego złoczyńcę świata – profesora Moriarty’ego.

## Obsada
- Robert Downey Jr. – Sherlock Holmes
- Jude Law – dr John Watson
- Noomi Rapace – Sim[4][5][6].
- Jared Harris – Profesor James Moriarty[7][8][6][9]
- Stephen Fry – Mycroft Holmes[10]
- Rachel McAdams – Irene Adler[11]
- Kelly Reilly – Mary Morstan
- Eddie Marsan – inspektor Lestrade
- Paul Anderson – Sebastian Moran
- William Houston – Clarky
- Geraldine James – Martha Hudson

## Produkcja
Zdjęcia do obrazu powstawały głównie na terenie Wielkiej Brytanii, w Farnham, Didcot, Borehamwood, Chatham, East Molesey i Greenwich. Sekwencja otwierająca została zrealizowana w Strasburgu, zaś sceny pociągowe w Szwajcarii.

## Soundtrack
Oryginalną ścieżkę dźwiękową do filmu skomponował i wyprodukował Hans Zimmer. Album został wydany 13 grudnia 2011 roku nakładem wytwórni Watertower Music. W filmie pojawia się utwór „Two Mules For Sister Sara” skomponowany przez Ennio Morricone do filmu Dwa muły dla siostry Sary.
| Nr              | Tytuł                               | Wykonawca                                            | Czas (w minutach) |
| --------------- | ----------------------------------- | ---------------------------------------------------- | ----------------- |
| 1               | I See Everything                    | Hans Zimmer                                          | 0:39              |
| 2               | That Is My Curse (Shadows – Part 1) | Hans Zimmer                                          | 1:52              |
| 3               | Tick Tock (Shadows – Part 2)        | Hans Zimmer                                          | 8:13              |
| 4               | Chess (Shadows – Part 3)            | Hans Zimmer                                          | 7:34              |
| 5               | It’s So Overt It’s Covert           | Hans Zimmer                                          | 3:19              |
| 6               | Romanian Wind                       | Hans Zimmer                                          | 1:56              |
| 7               | Did You Kill My Wife?               | Hans Zimmer                                          | 2:42              |
| 8               | He’s All Me Me Me                   | Hans Zimmer                                          | 1:58              |
| 9               | The Mycroft Suite                   | Hans Zimmer                                          | 1:41              |
| 10              | To the Opera!                       | Nicolaus Esterhazy Sinfonia & Hungarian Radio Chorus | 4:03              |
| 11              | Two Mules For Sister Sara           | The Movie Screen Orchestra                           | 2:34              |
| 12              | Die Forelle                         | Ian Bostridge & Julius Drake                         | 3:23              |
| 13              | Zu Viele Füchse Für Euch Hänsel     | Hans Zimmer                                          | 1:47              |
| 14              | The Red Book                        | Hans Zimmer                                          | 4:00              |
| 15              | Moral Insanity                      | Hans Zimmer                                          | 1:31              |
| 16              | Memories Of Sherlock                | Hans Zimmer                                          | 2:11              |
| 17              | The End?                            | Hans Zimmer                                          | 2:26              |
| 18              | Romani Holiday (Antonius Remix)     | Hans Zimmer                                          | 5:39              |
| Czas całkowity: | Czas całkowity:                     | Czas całkowity:                                      | 57:28             |